# دیزنی پلاس هات‌استار
دیزنی پلاس هات‌استار یا دیزنی+ هات‌استار (به انگلیسی: Disney+ Hotstar) (سابقا با نام هات‌استار (Hotstar) شناخته می‌شد)، یک برند هندی استریم خدمات ویدئویی اوتی‌تی متعلق به نُوی دیجیتال انترتینمنت و استار ایندیا است و توسط توزیع رسانه و سرگرمی دیزنی اداره می‌شود که هر دو زیر مجموعه‌های شرکت والت دیزنی هستند.

## محتوا

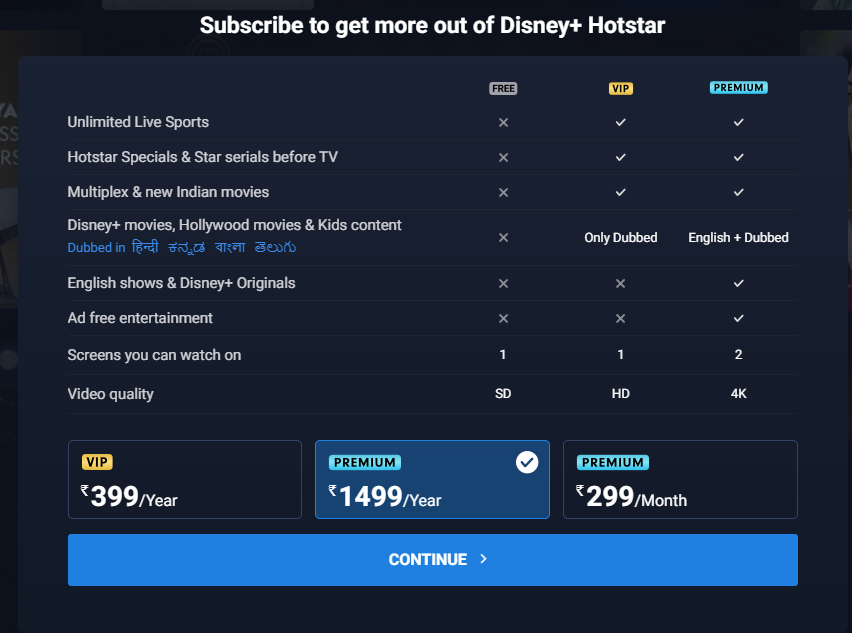
مرتبط

کتابخانهٔ محتوای دیزنی‌پلاس هات‌استار از شبکه‌های تلویزیونی استار ایندیا از جمله شبکه‌های سرگرمی و استار اسپرت آن نشات می‌گیرد. محتوای وارداتی بیشتر از استودیوهای والت دیزنی و تلویزیون والت دیزنی گرفته می‌شود، و شامل برنامه‌های اصلی دیزنی‌پلاس و کتابخانه‌های اصلی دیزنی پلاس دیزنی (از جمله پیکسار)، مارول استودیوز، لوکاس‌فیلم (از جمله فرنچایز جنگ ستارگان) و نشنال جئوگرافیک است. همچنین توافق‌نامه‌های صدور مجوز با سایر تأمین کنندگان محتوای شخص ثالث، مانند حقوق پخش آنلاین (استریم) برنامه‌هایی که برای اولین بار پخش می‌شوند و پخش برنامه‌های اچ‌بی‌او رو دارد.